# ディルショドベク・バラトフ
ディルショドベク・バラトフ（Dilshodbek Baratov　1997年6月14日- ）はウズベキスタン出身の柔道選手。階級は60kg級。

## 経歴
2021年の世界軍人選手権大会60㎏級で優勝した。2022年のグランドスラム・アンタルヤでは3位になったが、地元で開催された世界選手権では5位にとどまった。2023年の世界選手権では決勝まで進むも、スペインのフランシスコ・ガリゴスに技ありで敗れて2位だった。
IJF世界ランキングは2238ポイント獲得で20位(24/1/29現在)。

## 主な戦績
- 2021年 - 世界軍人選手権大会　優勝
- 2022年 - グランドスラム・アンタルヤ　3位
- 2022年 - 世界選手権　5位
- 2023年 - グランドスラム・アンタルヤ　5位
- 2023年 - 世界選手権　2位
- 2024年 -　グランプリ・オディベーラス　優勝

(出典、)